# Valserra
La Valserra è un'area dell'Umbria sita nella quasi totalità nel comune di Terni, così denominata perché percorsa dal torrente Serra.
Il territorio, compreso tra i crinali dei Monti Martani (meridionali) a sud-ovest e i monti Acetella, Calvo e Cecalocco ad est, costituisce un corridoio naturale tra la Conca ternana e Spoleto, con piccoli paesi caratterizzati da torri di guardia che vi si affacciano. Tra questi si segnalano Rocca San Zenone, Acquapalombo, Appecano, Collegiacone, Poggio Lavarino, Giuncano (Scalo), Polenaco, Porzano, Giuncano, Pracchia, Titurano, Battiferro, Cecalocco.
Tutto il territorio della Valserra, eccezion fatta per Battiferro, Cecalocco e Rocca San Zenone, era compreso nel feudo delle Terre Arnolfe. Pur trovandosi nel comune di Terni, la Valserra appartiene all'Arcidiocesi di Spoleto-Norcia, con la sola Rocca San Zenone che non rientra sotto tale giurisdizione.
A testimonianza della qualità della biodiversità presente, parte della Valserra è stata riconosciuta a livello europeo come un Sito di Importanza Comunitaria (SIC) e successivamente anche come una Zona Speciale di Conservazione (ZSC), nell'ambito della rete Natura 2000 creata dall'Unione europea per la protezione e la conservazione degli habitat e delle specie, animali e vegetali.
Nell'area si snodano diversi itinerari naturalistici.

## Storia
Il territorio costituisce un ambiente omogeneo da un punto di vista storico-culturale. La valle si presenta come un naturale collegamento tra la Conca ternana e Spoleto, parallela ed alternativa alla valle del Tessino percorsa dalla Via Flaminia: fin dall'antichità essa venne utilizzata a questo scopo, come testimoniano i numerosi reperti e toponimi di origine romana che attestano la frequentazione della zona in quest'epoca.
È il Medioevo, tuttavia, il periodo che ha "segnato" l'assetto della valle secondo dinamiche insediative dimostratesi valide fino al secolo scorso. L'incastellamento, che condusse alla formazione di una serie di piccoli centri per lo più fortificati, in alternativa alla città, forma privilegiata dell'abitare del tardo impero romano, è un fenomeno che interessò anche la valle del Serra: castelli e villaggi costellano le pendici dei rilievi, sorgendo in relazione ai pericolosi viarii di mezzacosta (Acquapalombo, Appecano, Polenaco), in prossimità di torri d'avvistamento o altre più complesse strutture difensive (Acquapalombo, Battiferro, Poggio Lavarino), oppure in relazione a edifici di culto (Polenaco, Appecano) o a preesistenze di età romana (Porzano).
Tutto il territorio considerato, ad eccezione di Battiferro, Cecalocco e Rocca San Zenone, era compreso nel vasto feudo noto come Terre Arnolfe, dal nome del dignitario imperiale al quale si vuole fosse assegnato in origine. Nella divisione amministrativa del XIV secolo, appartenevano al castellato di Castiglione delle Terre Arnolfe anche una serie di insediamenti oggi del tutto scomparsi come Rivosecco, Perocchio, Castiglione. Nella documentazione di età medievale, Rocca San Zenone risulta, invece, legata al comune di Terni; dal comune di Spoleto dipendevano i territori di Cecalocco e Battiferro. Ancora oggi, come un tempo, tutto il territorio, ad esclusione di Rocca San Zenone, è parte integrante dell'Arcidiocesi di Spoleto-Norcia.

## Chiese, monumenti e luoghi d'interesse
- Antica fornace di calce di Rocca San Zenone;
- Chiesa di San Giovanni Battista a Rocca San Zenone;
- Chiesa di San Lorenzo ad Acquapalombo;
- Chiesa di San Martino ad Appecano;
- Chiesa di San Michele a Collegiacone;
- Chiesa di San Bernardino a Poggio Lavarino;
- Chiesa di San Pietro del cimitero di Poggio Lavarino;
- Chiesa di Sant'Apollinare a Polenaco;
- Chiesa di San Fortunato a Porzano;
- Chiesa di Sant'Adriano a Battiferro;
- Chiesa del Santissimo Rosario a Cecalocco;
- Chiesa di San Giovenale del cimitero di Cecalocco;
- Chiesa della Madonna di Panico;
- Chiesa della Madonna di Pompei a Giuncano;
- Edicola sacra "la Madonna di Tutti";
- Eremo di San Francesco;
- Gole del fosso Maccaiano;
- Gole del torrente Serra;
- Grotta del Chiocchio;
- La Croce;
- Monumento a Germinal Cimarelli;
- Ruderi del mulino di Rocca San Zenone;
- Ruderi della chiesa di Sant'Angelo di Rivosecco;
- Santuario dei Santi a Battiferro;
- Santuario di Monte Torre Maggiore;
- Torri di Rocca San Zenone;
- Vecchio mulino di Poggio Lavarino.

## Geografia

### Orografia
Il territorio ha un dislivello di 932 m: si passa infatti dai 189 m s.l.m. nei pressi di Rocca San Zenone, ai 1121 m s.l.m. del Monte Torre Maggiore.
Le cime delle montagne che formano la Valserra, salvo rare eccezioni, sono perlopiù arrotondate e coperte da prati. Le più elevate sono:
- Monte Torre Maggiore (1121 m s.l.m.);
- Pizzo di Appecano (1056 m s.l.m.);
- Monte Torricella (1054 m s.l.m.);
- Pizzo di Aiano (1032 m s.l.m.);
- Monte Acetella (1016 m s.l.m.);
- Monte Acquasalce (994 m s.l.m.);
- Monte Cerigiolo (960 m s.l.m.);
- Monte Rascino (959 m s.l.m.);
- Monte la Croce (943 m s.l.m., con "Croce" posta a 927 m s.l.m. sul versante che si affaccia sulla Conca ternana);
- Monte Vagliamenti (936 m s.l.m);
- Monte Castiglioni (928 m s.l.m.);
- Monte Calvo (826 m s.l.m.);
- Monte Cecalocco (735 m s.l.m.).

#### Speleologia
- Grotta del Chiocchio: localizzata ad un'altezza di 705 m s.l.m. appena fuori dal confine della Valserra, dietro la frazione di Castagnacupa nel comune di Spoleto, è una delle più note e frequentate d'Italia dagli appassionati di speleologia. Raggiunge una profondità di 514 metri. Da venerdì 15 a domenica 17 luglio 2022 è stata la sede del "4º raduno speleo umbria" organizzato dalla FUGS (Federazione Umbra Gruppi Speleologici).[1][2]
- Grotta del diavolo

### Idrografia
Il corso d'acqua principale è certamente il Serra, torrente che dà il nome alla valle.
Sono comunque presenti diversi ruscelli, tutti affluenti del torrente Serra. I più rilevanti sono:
- Fosso Mestaro (affluente destro);

- Fosso di San Benedetto (affluente sinistro);

- Fosso di Purilli (affluente destro).

## Clima
Secondo la classificazione dei climi di Köppen, la Valserra appartiene alla fascia Csa, così come ovviamente la vicina città di Terni, nonché comune di appartenenza.
Entrambe le zone presentano quindi un tipico clima mediterraneo con temperature miti ed estati calde, ma in Valserra il termometro segna sempre almeno dai 3 ai 5 °C circa in meno rispetto a Terni, con casi eccezionali dove si arriva ad avere una differenza di temperatura di addirittura 10 °C circa. Questo fenomeno è accentuato nei paesi e nelle zone situate a valle, ovvero in prossimità del torrente Serra, il quale, per via della sua umidità, influisce non poco sulla temperatura, specialmente nelle ore notturne.

## Aree protette
All'interno della valle non sono presenti aree naturali protette tra quelle delle sei categorie in cui è suddivisa la Classificazione internazionale delle aree protette proposta dalla Commissione mondiale sulle aree protette della Unione internazionale per la conservazione della natura (IUCN), ci sono tuttavia tre aree sottoposte a vincoli di protezione.

### Natura2000

#### Sito di Importanza Comunitaria (SIC) IT5220013 – MONTE TORRE MAGGIORE
Ha una superficie di circa 151 ha.
Al suo interno sono individuati 9 differenti tipi di habitat di interesse comunitario:
- 5110 Formazioni stabili xerotermofile a Buxus sempervirens sui pendii rocciosi (Berberidion p.p.);
- 5130 Boscaglia fitta di Laurus nobilis;
- 5330 Arbusteti termo-mediterranei e pre-desertici;
- 6210 Formazioni erbose secche seminaturali e facies coperte da cespugli su substrato calcareo (Festuco-Brometalia) (*stupenda fioritura di orchidee);
- 6220 *Percorsi substeppici di graminacee e piante annue dei Thero-Brachypodietea;
- 8210 Pareti rocciose calcaree con vegetazione casmofitica;
- 9210 *Faggeti degli Appennini con Taxus e Ilex;
- 9340 Foreste di Quercus ilex e Quercus rotundifolia;
- 9540 Pinete mediterranee di pini mesogeni endemici.

### Oasi di protezione
Per Oasi di protezione si intende una porzione di territorio che per le sue caratteristiche ambientali è in grado di assicurare siti idonei per la protezione, il rifugio, la riproduzione di specie di fauna selvatica di interesse naturalistico.
In Umbria esistono attualmente 19 Oasi di protezione, di cui 9 in provincia di Perugia e 10 in provincia di Terni; una di queste si trova in Valserra.

#### Oasi di protezione di Macerino
Copre un totale di 267 ettari all'interno dei comuni di Acquasparta e di Terni e sono suddivisi nella seguente maniera: 88,0% boschi, 7,8% praterie, 1,5% vegetativo arbustivi, 1,3% seminativi, 1,3% ambienti rupestri e 0,1% ambienti umidi. La quota minima è di 575 m s.l.m. mentre la massima è di 870 m s.l.m., facendo quindi rilevare un'escursione altimetrica di 295 m.

## Trasporti e vie di comunicazione

### Strade
Il principale accesso della valle si trova a sud ed è rappresentato dalla SP67 che in 10km collega la città di Terni con la frazione di Giuncano Scalo.
Altri accessi carrabili per la valle sono costituiti da:
- (ad ovest) dalla strada comunale che collega Giuncano Scalo con Acquasparta, passando per Pracchia - bivio di Macerino - Portaria;
- (a nord) dalla strada comunale che collega Giuncano Scalo con il bivio per Spoleto-Acquasparta sulla SR418, passando per Porzano - Fogliano - Rapicciano - Crocemarroggia;
- (a nord) dalla strada comunale che collega Giuncano Scalo con il bivio per Spoleto-Acquasparta sulla SR418, passando per località Balduini - Crocemarroggia.

Quest'ultima via di collegamento è stata la prima strada carrabile a collegare la Valserra con altri centri abitati esterni (Spoleto), ancor prima della Strada Provinciale 67 (che la collega con Terni) ultimata solamente intorno alla metà degli anni '60.

### Ferrovie
La Valserra è attraversata dalla ferrovia Roma-Ancona, linea ferroviaria che collega la capitale d'Italia con il capoluogo delle Marche, e presenta una stazione ferroviaria nella frazione di Giuncano Scalo.
La stazione di Giuncano, aperta il 1 ottobre 1877 (ossia undici anni dopo l'inaugurazione della tratta Orte-Foligno nel 1866), è attualmente chiusa al pubblico e non effettua più il servizio viaggiatori; ovvero nonostante gran parte dei treni passanti si fermino per esigenze logistiche a causa del fatto che la stazione si trovi nella tratta a binario semplice Terni-Spoleto, le porte del treno non vengono aperte per consentire la salita e/o la discesa dei viaggiatori.
In seguito alla chiusura della Strada Provinciale 67 causata dall'incendio propagatosi nei pressi di Rocca San Zenone il 7 agosto 2017 (e definitivamente domato solo 5 giorni dopo, il 12 agosto), la stazione di Giuncano fu riaperta in via straordinaria e temporanea dal 17 al 19 agosto 2017. Il 19 agosto 2017 alle ore 12:00 è stata riaperta l'SP67 con un senso unico alternato regolato da semaforo. Solo il 22 dicembre 2020 la circolazione stradale è tornata alla normalità senza il semaforo.
Giovedì 7 gennaio 2021 intorno alle 13:20 è deragliato il treno regionale 4512 (partito da Roma Termini alle ore 12:02 con destinazione Foligno, dove era previsto l’arrivo per le ore 13:55) a causa di una frana (probabilmente avvenuta per via delle piogge e del maltempo che ha prodotto il cedimento di un muro di contenimento) che ha interessato il binario tra Rocca San Zenone e Giuncano Scalo.
A bordo del treno si trovavano circa 70 persone e l'incidente non ha causato feriti gravi, ma solo alcuni contusi in maniera lieve, tra cui un macchinista.
Il treno regionale aveva una motrice in testa ed una in coda ed il deragliamento (in realtà in gergo tecnico ciò che è avvenuto si chiama "svio") ha interessato solo la locomotiva ed il primo dei sei vagoni di cui era composto. Immediatamente sono iniziate le operazioni di soccorso ai viaggiatori, tanto che intorno alle ore 15:07 sono stati condotti nella stazione di Terni mediante l’utilizzo di una parte del treno (motrice di coda e ultimo vagone) non coinvolto dalla frana.
Contestualmente è stato istituito un servizio di bus sostitutivo tra Terni e Spoleto in attesa che i lavori sulla tratta ripristinassero la regolare circolazione ferroviaria. Numerosi i treni che durante la giornata hanno subito ritardi, variazioni e cancellazioni.
La locomotiva E.464.420, ovvero la locomotiva di testa coinvolta nello svio, ha ricevuto ingenti danni al vomere, al gancio automatico, ma soprattutto al lato destro della cabina che è stata la parte più danneggiata.
La monocabina di Trenitalia è rientrata al suo deposito di assegnazione di Ancona nel maggio del 2022, dopo svariati mesi di accantonamento e successivamente alla presa in custodia dalle OMC (Officine Manutenzione Ciclica) di Foligno che hanno provveduto a ripararla nelle parti danneggiate, facendola tornare come nuova dopo una revisione completa.
La locomotiva in questione è stata costruita da Bombardier nel 2008 ed è parte della sesta commessa di E.464, ordinata nel 2007 da Trenitalia.
Dalla mattina di mercoledì 13 gennaio 2021 (intorno alle ore 06:00) il traffico sulla linea ferroviaria è tornato regolare, con la sola eccezione di due treni che comunque hanno avuto variazioni.